# Južnopatagonsko ledeno polje
Južnopatagonsko ledeno polje (špansko Hielo Continental ali Campo de Hielo Sur) leži v južnih patagonskih Andih med Čilom in Argentino in je drugo največje nepretrgano ledeno polje na svetu izven polarnih območij.  Večji je od dveh ostankov patagonskega ledenega pokrova, ki sta v zadnji ledeni dobi pokrivala celotni del južnega Čila, lokalno imenovano Llanquihue poledenitev.

## Geografija
Razteza se od zemljepisne širine 48° 15' S do 51° 30' S na dolžini približno 350 km in ima površino 12363 km², od tega približno 9700 km² v Čilu in 2500 km² v Argentini.
Masa ledu hrani ducate ledenikov na območju, med njimi so Upsala (765 km²), Viedma (978 km²) in Perito Moreno (258 km²) v narodnem parku Los Glaciares v Argentini, ledenik Pija XI. ali ledenik Brüggen (1265 km², največji na območju in najdaljši na južni polobli zunaj Antarktike), O'Higgins (820 km²), Grey (270 km²) in Tyndall (331 km²) v Čilu. Ledeniki, ki tečejo na zahod, tečejo v fjorde patagonskih kanalov v Tihi ocean; tisti, ki tečejo na vzhod, tečejo v patagonski jezeri Viedma in Argentino ter sčasoma skozi reke de la Leona in Santa Cruz v Atlantski ocean.
Pomemben del ledenega polja je zaščiten v različnih narodnih parkih, kot so Bernardo O'Higgins in narodni park Torres del Paine v Čilu in prej omenjeni Los Glaciares v Argentini.
Pod ledenim poljem sta dva znana vulkana: Lautaro in Viedma. Zaradi svoje nedostopnosti sta med najmanj raziskanimi vulkani v Čilu in Argentini.

## Zgodovina

### Raziskovanje
Podrobna raziskovanja vključujejo ekspedicije Federica Reicherta (1913-1914), Alberta de Agostinija (1931) in Harolda Williama Tilmana in Jorge Quinterosa (1955-1956), kot tudi Erica Shiptona (1960-61). Prvo (sever-jug) prečkanje polja so leta 1998 izvedli Pablo Besser, Mauricio Rojas, José Montt in Rodrigo Fica. Kljub temu so nekatera področja v veliki meri neraziskana.
Iz zraka je začetno raziskovanje leta 1928-29 izvedel Gunther Plüschow, po katerem se imenuje eden od ledenikov. Nadaljnje študije so leta 1943 izvedli s pomočjo letalskih fotografij, ki so jih na zahtevo čilske vlade posnele zračne sile Združenih držav.

### Meja
Petdeset kilometrov čilsko-argentinske meje na ledenem polju med gorama Monte Fitz Roy in Cerro Murallón ostaja nedoločene. 
Ta del meje južnopatagonskega ledenega polja je zadnja preostala mejna zadeva med Čilom in Argentino. Vladi Čila in Argentine sta se 1. avgusta 1991 dogovorili o meji, vendar sporazum ni bil nikoli ratificiran v argentinskem parlamentu. Leta 1998 sta se obe vladi izrecno strinjali, da bo meja potekala vzdolž visokih vrhov in vodotokov (kot je določeno v sporazumu iz leta 1941) severno od Cerra Murallóna do točke na črti širine, ki je zahodno od »odseka B«, ki je bila določena v sporazumu iz leta 1998 in je nekaj kilometrov jugozahodno od Monte Fitz Roya. Vendar pa so se strinjali tudi s tem, da bi s končno razmejitvijo in natančno lokacijo meje počakali do dokončanja podrobnega zemljevida območja v merilu 1: 50.000 in nadaljnjih pogajanj. Do zdaj ta del ostaja zadnji neurejen mejni odsek in občasno problem v odnosih med Argentino in Čilom.

### Spor
Leta 2006 je argentinski Instituto Geográfico Militar (IGM) (danes Instituto Geográfico Nacional) uredil zemljevid brez opombe o nedoločeni meji, namesto tega je bila argentinska zahteva meja kot uradna. Po čilskih diplomatskih protestih je argentinska vlada umaknila zemljevid in pozvala Čile, naj pospeši razmejitev državne meje, ki sta jo obe državi že določili v pogodbi iz leta 1881. Vendar pa mnogi v Čilu menijo, da je bila meja določena z »Laudo 1902«, ki je bil podpisan »za nedoločen čas« v obeh državah pod britanskim pokroviteljstvom. Zemljevid, ki ga je objavila britanska krona, kot del dokumentacije »Laudo 1902«, prikazuje jasno razmejitveno črto (od Fitz Roya do Stoksa) vzhodno od južnopatagonskega ledenega polja, ki pušča večino spornega ozemlja na čilski strani (Santis, 1995: 3-7). To je kartografija, ki jo uporabljajo številni mednarodni izdajatelji zemljevidov - že več desetletij - čeprav v zadnjem času (po letu 2007) nekatere nove mednarodne karte kažejo argentinski zahtevek kot mejno linijo.
Januarja 2008 so tehniki obeh držav začeli dokončno razmejitev meje. 